# Pyłypy-Chrebtijiwśki
Pyłypy-Chrebtijiwśki (ukr. Пилипи-Хребтіївські) – wieś na Ukrainie, w obwodzie chmielnickim, w rejonie kamienieckim. W 2001 liczyła 841 mieszkańców, spośród których 241 posługiwało się językiem ukraińskim, 595 rosyjskim, 3 mołdawskim, a 2 innym.